# 윌리 킬러
윌리엄 헨리 킬러(William Henry Keeler, 1872년 3월 3일 ~ 1923년 1월 1일, 뉴욕주 브루클린) 은 1892년부터 1910년까지 메이저 리그 베이스볼에서 우익수로 뛴 미국의 야구 선수이다. 내셔널 리그 팀 볼티모어 오리올스, 브루클린 수퍼바스, 아메리칸 리그팀 뉴욕 하이랜더스에서 주로 선수 생활을 했다.